# Hylemera subaridea
Hylemera subaridea là một loài bướm đêm trong họ Geometridae.